# كارولين أنجر
كارولين أنجر (بالألمانية: Caroline Unger)‏ (و. 1803 – 1877 م) هي مغنية، ومغنية أوبرا نمساوية، ولدت في فيينا، تستخدم آلات صوت بشري، توفيت في فلورنسا، عن عمر يناهز 74 عاماً.